# Сирківщина
Сиркі́вщина — село в Україні, в Коростенському районі Житомирської області. Входить до складу Овруцької міської громади. Населення становить 64 осіб.

## Географія
Через село тече річка Звінка, права притока Ясенця.